# Wischer (Tanzfigur)
Der Wischer ist eine Figur des lateinamerikanischen Tanzes. 

## Schritte
Von der Gegenüberstellung aus werden die Außenfüße rückwärts gekreuzt, beim Wischer nach rechts zur (vom Herrn aus gesehen) rechten Seite, beim Wischer nach links auf die linke Seite. 
Der Name der Figur bezeichnet die Bewegung des Schreitbeins, das auf dem Ballen hinter dem Standbein vorbei „wischt“.
Der Wischer kommt im Bereich des Gesellschaftstanzes vor allem im Rumba, Samba und im Cha-Cha-Cha zur Anwendung.